# 四(4-氟苯甲酸)二铑
四(4-氟苯甲酸)二铑是一种化合物，化学式为C28H16F4O8Rh2。它可由四乙酸二铑和4-氟苯甲酸在碳酸钠存在下于氯苯中回流反应制得。它可以催化(2-(4-甲氧基苄氧基)苯基)(苯基)亚甲基肼和二氧化锰的氧化反应，生成(2R,3S)-2,3-二氢-2-(4-甲氧基苯基)-3-苯并呋喃。